# THE★SCANTY
THE★SCANTY（ザ・スキャンティ）は、日本の4人組ガールズロックバンド。2001年にデビュー、2003年に解散。

## 略歴
- ファッションモデルとして活動していたYOPPYを中心に結成[1]。
- 2001年10月17日、佐久間正英のプロデュースにより、シングル『レディースナイト』でメジャーデビュー[1]。
- 2003年10月31日、解散を発表[1]。

## メンバー
※出典（特記を除く）
- YOPPY（1980年10月5日（44歳） - ） - ボーカル
大阪府出身。血液型はA型。1995年から吉本興業に所属[4]。
大阪パフォーマンスドール（OPD）の第3次追加メンバーとして活動後、女性向けファッション雑誌のZipperやCUTiEのモデルを務めた。
バンド解散後はYOPPY and the Attackersでの活動を経て、モデルとして活動している[5]。
- FUTAMI（1978年7月5日（46歳） - ） - ギター
東京都出身。血液型はO型。
AKANEとともに新ユニットPLINK?を結成。
- AKANE（1978年1月20日（47歳） - ） - ベース
千葉県出身。血液型はB型。
FUTAMIとともにPLINK?を結成。X-SUGINAMIに参加。
- TO-BU（1973年7月17日（51歳） - ） - ドラムス
栃木県出身。血液型はB型。
2005年よりロリータ18号に参加。

## ディスコグラフィー

### シングル
1. レディースナイト(2001/10/17)オリコン39位
  1. レディースナイト[3:24]
作詞：YOPPY／作曲・編曲：MASAHIDE SAKUMA
  2. ラブレターヒストリー[3:20]
作詞：YOPPY／作曲・編曲：MASAHIDE SAKUMA
  3. レディースナイト (INST.)[3:25]
  4. ラブレターヒストリー (INST.)[3:21]
2. Home Girl (2002/01/30)オリコン50位
  1. Home Girl[3:22]
作詞：YOPPY／作曲・編曲：MASAHIDE SAKUMA
  2. Waist[3:57]
作詞：YOPPY／作曲・編曲：MASAHIDE SAKUMA
  3. Home Girl (INSTRUMENTAL)[3:22]
3. I ♥ U (2002/07/10)オリコン29位
  1. I ♥ U[3:41]
作詞：YOPPY／作曲：THE★SCANTY／編曲：MASAHIDE SAKUMA
  2. FCG SUPER REMIX[10:13]
作詞：YOPPY／作曲：THE★SCANTY／編曲：MASAHIDE SAKUMA
  3. I ♥ U (INST.)[3:43]
4. コイバナ (2002/09/26)オリコン34位
  1. コイバナ[3:28] 
作詞：gooog／作曲：FUNTA／編曲：Masahide Sakuma
  2. ROCK'N ROLL PRINCESS[4:06]
作詞：gooog／作曲・編曲：Masahide Sakuma
  3. コイバナ (INSTRUMENTAL)[3:28]
  4. ROCK'N ROLL PRINCESS (INSTRUMENTAL)[4:06]
5. LOVEララバイ(2003/02/26)オリコン72位
  1. LOVEララバイ[3:31]
作詞：YOPPY／作曲・編曲：AKIO
  2. TRUE ROMANCE[3:53]
作詞：YOPPY／作曲・編曲：AKIO
  3. LOVEララバイ INST.[3:31]
  4. TRUE ROMANCE INST.[3:53]
6. マバタキ（Hippo's Blink Edit） (2003/08/06)
  1. マバタキ (Hippo's Blink Edit)[3:00]
作詞：YOPPY／作曲：FUTAMI／編曲：AKIO
  2. ONE GIRL[3:46]
作詞：YOPPY／作曲：AKANE／編曲：AKIO
  3. マバタキ (INST)[2:57]

### アルバム
1. For Cherry Girls (2002/03/20) オリコン57位
  1. Home Girl[3:20]
作詞：YOPPY／作曲・編曲：MASAHIDE SAKUMA
  2. Promise List[3:45]
作詞：YOPPY／作曲：THE★SCANTY／編曲：MASAHIDE SAKUMA
  3. レディースナイト[3:22]
作詞：YOPPY／作曲・編曲：MASAHIDE SAKUMA
  4. ウサミツ[4:50]
作詞：YOPPY／作曲：THE★SCANTY／編曲：MASAHIDE SAKUMA
  5. Waist (Album Mix)[3:55]
作詞：YOPPY／作曲・編曲：MASAHIDE SAKUMA
  6. I ♥ U[3:41]
作詞：YOPPY／作曲：THE★SCANTY／編曲：MASAHIDE SAKUMA
  7. ラブレターヒストリー (Album Mix)[3:17]
作詞：YOPPY／作曲・編曲：MASAHIDE SAKUMA
  8. Chocolate Day[7:23]
作詞：YOPPY／作曲：THE★SCANTY／編曲：MASAHIDE SAKUMA
2. Four Lucky Girls (2003/03/26) オリコン69位
  1. ONE GIRL[3:36]
  2. LOVE ララバイ[3:29]
  3. PP[3:05]
  4. LUCKY 8[3:13]
  5. Horoscope[3:53]
  6. コイバナ[3:29]
  7. Voice March[4:49]
  8. マバタキ[3:42]
  9. (エンハンスド)“ROCK'N ROLL PRINCESS

### DVD
1. THE 1ST (2003/03/26)

## タイアップ一覧
| 使用年 | 曲名                          | タイアップ                                                                    |
| ------ | ----------------------------- | ----------------------------------------------------------------------------- |
| 2001年 | レディースナイト              | MBS・TBS系『ダウンタウン・セブン』エンディングテーマ                          |
| 2001年 | レディースナイト              | 日本テレビ系『AX MUSIC-FACTORY』AX POWER PLAY#052テーマソング                 |
| 2002年 | Home Girl                     | TBS系『ワンダフル』1月度エンディングテーマ                                    |
| 2002年 | Home Girl                     | ABCテレビ『HAMADA COMPANY 弾丸!ヒーローズ』2月・3月度エンディングテーマ       |
| 2002年 | Home Girl                     | 毎日放送『GET01』2月度エンディングテーマ                                      |
| 2002年 | Home Girl                     | 福岡放送『第9回FBS杯高校サッカーチャンピオン大会』イメージソング              |
| 2002年 | I ♥ U                         | テレビ東京系アニメ『満月をさがして』前期オープニングテーマ（第1話 - 第26話）  |
| 2002年 | コイバナ                      | フジテレビ系『ココリコミラクルタイプ』エンディングテーマ                      |
| 2002年 | ROCK'N ROLL PRINCESS          | テレビ東京系アニメ『満月をさがして』後期オープニングテーマ（第27話 - 第52話） |
| 2003年 | LOVEララバイ                  | 日本テレビ系『松本紳助』2003年2月・3月エンディングテーマ                      |
| 2003年 | マバタキ (Hippo's Blink Edit) | ロッテ「BIGスカイバー」CMソング                                               |
| 2003年 | マバタキ (Hippo's Blink Edit) | テレビ東京系『秋葉★りむじん』エンディングテーマ                               |

## メディア出演

### テレビ
- ミュージックA (NHK BS2) - YOPPYのみ
- 森田一義アワー 笑っていいとも!（2001年4月 - 2002年3月、フジテレビ） - YOPPYのみ（火曜日（隔週）→木曜日（隔週））
- ミュージックステーション（2001年11月2日、2002年2月1日、2003年02月28日、テレビ朝日）
- HEY!HEY!HEY! MUSIC CHAMP（2001年11月19日、2002年2月4日・6月24日・9月16日、フジテレビ）[7]